# موش چینچیلای مندوزا
 موش چینچیلای مندوزا (نام علمی: Abrocoma vaccarum) نام یک گونه از سرده موش چینچیلا است.